# Christophe Gamard
Christophe Gamard, Gamar ou Gamart, est un architecte français mort à Paris probablement en 1649.

## Biographie
On ne connaît pas grand chose sur sa vie. Il était maître maçon en 1613, juré de la ville en 1626 et architecte voyer de l'abbaye de Saint-Germain-des-Prés en 1627 et architecte du roi en 1639.
Il a succédé à Claude Vellefaux comme architecte voyer de l'abbaye de Saint-Germain-des-Prés. Il avait été son commis et s'était marié avec sa fille, Étiennette Vellefaux. Il en a deux fils, Christophe et Hubert. Veuf, il s'est remarié avec Marie Gillier, en 1648.

### Famille
Son frère, Philippot Gamard, a travaillé sur l'hôtel de Nemours, rue Séguier, en 1620, et à des maisons rues de Sévigné et des Trois-Portes entre 1616 et 1619.

## Réalisations
- des maisons rue de la Cerisaie, en 1613, rue de Seine, en 1614, rue de Buci où il avait sa propre maison au no 27, en 1631 ;
- l'élargissement de la nef de l'ancienne église Saint-Sulpice par ajout de chapelles latérales, entre 1614 et 1631 ;
- le pont au Double, entre 1626 et 1631, sur le petit bras de la Seine pour relier les bâtiments de l'Hôtel-Dieu situés sur l'île de la Cité avec ceux se trouvant rive gauche. Il succède à son beau-père comme architecte de l'Hôtel-Dieu et réalise la salle du Rosaire et le grand portail de la rue de la Bûcherie, entre 1626 et 1635 ;
- la prison de l'Abbaye, dépendance de justice de l'abbé de Saint-Germain-des-Prés, construite entre 1631 et 1635[4] ;
- l'hospice des Incurables, entre 1633 et 1640, à la demande du cardinal de La Rochefoucauld et de Marguerite de Rouillé. Il a été l'architecte de l'hospice jusqu'à sa mort ;
- la fontaine sur le parvis, située à environ 20 m du portail nord de la cathédrale Notre-Dame, entre 1636 et 1639[5] ;
- le quai Malaquais après 1632 ;
- des maisons sur le côté nord de la rue Sainte-Marguerite (actuelle rue Gozlin), en 1635 ;
- la voûte de l'égout de la rue Saint-Benoît, en 1640 ;
- la façade de l'église Saint-André-des-Arcs en 1640 ;
- le portail latéral sud, portail Sainte-Marguerite, les voûtes d'ogives, les chapiteaux hauts du vaisseau central de l'église abbatiale Saint-Germain-des-Prés, entre 1646 et 1649 ;
- la nouvelle église Saint-Sulpice pour laquelle il a fourni les plans en 1636, puis, après leur approbation en 1645, il a commencé la construction par la chapelle de la Vierge en 1646 et l'a poursuivie jusqu'à sa mort.